# ファウル (バスケットボール)
ファウル（Fouls）は、バスケットボールにおける反則のうち、どちらかに責任のある不当な体の接触、およびスポーツマンらしくない行為により起こる違反行為の総称。ファウルを除いた反則はヴァイオレーションと呼ぶ。ファウルを宣告（コール）されたプレーヤーは記録に残され、チームには規則に定められた罰則が適用される。
以下、原則として、2023年のバスケットボール競技規則の内容を中心に記述する。

## 分類
以下の反則がファウルに含まれる。

### パーソナルファウル
ショット動作中以外のプレーヤーがファウルをされた場合
ファウルをしたプレーヤーに1個のパーソナルファウルが記録され、ファウルが起こった場所に最も近いアウト・オブ・バウンズから相手チームのスローインでゲームを再開する。
ショットの動作中のプレーヤーがファウルされた時は、以下の様にフリースローが与えられる。これをシューティング・ファウルという。
- そのショットが成功の場合、得点が認められ、さらに1本（バスケットカウント）
- そのショットが不成功の場合、
  - ツーポイントゴールエリアからのショットであれば2本
  - スリーポイントゴールエリアからのショットであれば3本

リバウンドなどボールポゼッションが確定していない際のファウルは、ルーズボール・ファウルと呼ばれる。オフェンスチャージング、イリーガルスクリーンなど攻撃側のファウルはオフェンシブ・ファウルと呼ばれる。
ブロッキング
相手チームのプレーヤーの進行を不当に妨げる接触のこと。
チャージング
ボールの所持の如何に関わらず、無理に進行して相手チームのプレイヤーの胴体に突き当たったり押しのけたりすること。ただし、次の要件をすべて満たす場合は適用されない。
- オフェンスのプレーヤーが空中でボールをコントロールし、ショットあるいはパスをしようとしている。
- 前記オフェンスのプレーヤーと接触があったディフェンスのプレーヤーの片足あるいは両足が、ノーチャージセミサークルエリア内の床もしくはラインに触れている。

後方からの不当なガード
防御側プレーヤーが相手チームのプレーヤーの後ろから触れあいを起こすこと。
ホールディング
相手チームのプレーヤーを押さえて行動の自由を妨げること。
イリーガル・スクリーン
不当なスクリーン・プレー。スクリーン・プレーの接触時に手や足を動かした場合ファウルになる。両足を床について上体を動かさなければ、体の接触があってもファウルにはならない。
イリーガル・ユーズ・オブ・ハンズ
防御側プレーヤーが、相手チームのプレイヤーをたたいたり手を使って相手に触れたり触れ続けたりしてその動きを妨げること。かつては手で叩くファウルは「ハッキング」と呼ばれていた。
プッシング
相手チームのプレーヤーを手や体で無理に押しのけたり押して動かそうとすること。
ダブルファウル
両チームのパーソナルファウルが同時に2つ起きること。ファウルを犯したプレーヤー両方にファウルが宣告される。

### アンスポーツマンライクファウル
アンスポーツマンライクファウルとは、規則の精神と目的を逸脱しボールに正当にプレイしていないと審判が判断した場合、またはボールに正当にプレイしていたとしても、身体接触が激しく危険と審判が判断した場合に宣告されるファウルのことである。NBAではフレグラント・ファウルと呼ばれ、危険度に応じてレベル1、レベル2に分類される。レベル2では一発退場となり、出場停止処分が加わる場合もある。
ファウルをしたプレーヤーに1個のアンスポーツマンライクファウルが記録され、以下の様にフリースローが与えられる。
- ショットの動作中でないプレーヤーがファウルされた場合は2本
- ショットの動作中のプレーヤーがファウルされた場合は、通常のパーソナルファウルと同じ

フリースロー後、フリースローシューター側のスローインでゲーム再開。アンスポーツマンライクファウルが2回記録されると、そのプレーヤーは失格・退場となる。以前は「インテンショナル・ファウル」と呼ばれていたものである。

### ディスクォリファイングファウル
ディスクォリファイングファウルとは、チームメンバー、ヘッドコーチ、アシスタントコーチおよびチーム関係者のファウルで、特に悪質なものをいう。宣告された場合、失格・退場となる。ファウルの後は相手チームにフリースローが与えられ、さらにそのチームにスローインのボールが与えられる。
フリースローの数は次のように与えられる。
- コート上のプレーヤーによるファウルの場合は、アンスポーツマンライクファウルの場合と同じ
- ヘッドコーチ、アシスタントコーチ、その他コート上のプレーヤー以外の者によるファウルの場合は2本
- コート上のプレーヤー以外の者が抗争（ファイティング：後述）に積極的に参加した場合は、参加した者1人につき2本

### テクニカルファウル
審判やオフィシャル、相手チームに対する無礼な態度、暴力行為、観客に対する不作法な行動、言動、肘を振り回す行為、相手チームのプレーヤーに対する妨害行為、ゲームの遅延行為、等がテクニカルファウルである（相手プレイヤーとの接触がない）。相手チームや審判へのチームメンバー、ヘッドコーチ、アシスタントコーチ、チーム関係者の暴力行為は、ただちに失格・退場となる。
プレーヤーは1試合で2回テクニカルファウルを行うと失格・退場となる（アンスポーツマンライクファウルと合算する。つまり、テクニカルファウルとアンスポーツマンライクファウルを1回ずつ行った場合も失格・退場となる）。
ヘッドコーチは、自身のテクニカルファウルの2回の累積、もしくはチームメンバーをはじめとするベンチテクニカルファウルとの合計で3回の累積により、失格・退場となる。
プレーヤーが犯したテクニカルファウルの場合そのプレーヤーに1個、プレーヤー以外の場合はヘッドコーチに1個記録され、1本のフリースローが相手チームに与えられる。その後、テクニカルファウル発生時点でボールをコントロールしていたチーム（該当しない場合はジャンプボールシチュエーション）のスローインにより再開する。

### クリア・パス・ファウル
バックコートでスティールなどにより、フロントコート側にディフェンダーが誰もいない状況で、ボールハンドリングを開始したプレーヤーに対して、ファウルをした場合、クリア・パス・ファウルが宣告される。つまりゴールまで妨げが何もない状況でのプレーヤーに対するファウルは、通常のディフェンスファウルに比べ重い罰則が与えられる。ファウルされたプレイヤーに2本のフリースローが与えられ、成功、不成功にかかわらず、さらにそのチームに攻撃権が保持され、スローインのボールが与えられる。罰則はテクニカルファウルに準じたものだが、ファウルを宣告されたプレーヤーにはパーソナルファウルのみ記録される。ただし、FIBAの公式競技規則には存在しないファウルである。FIBAの公式競技規則では、「速攻を出そうとしており、ボールを持ったプレーヤーとゴールとの間にディフェンスが居ない状況で、後ろまたは横からの接触」に対するファウルが定義されており、アンスポーツマンライクファウルとして宣告（コール）される。

### ファイティング
コート上やコートの周囲で暴力行為が起きたときまたは起こりうる可能性のある場合に適用される。ベンチ・エリアから出た交代要員およびチーム関係者は失格・退場となる。ヘッドコーチ、アシスタントコーチは争いを止めるためであればベンチ・エリアから出ても失格にはならない。失格・退場の人数にかかわらずヘッドコーチに1個のテクニカルファウルが記録される。

### ハック
フィールドゴール能力があるがフリースローを苦手としているプレーヤーに意図的にファウルを仕掛け、相手の得点機会で得られる得点を、フィールドゴールによる2あるいは3ではなく、1あるいは0に抑えることを目的に行われる戦術。NBAでペイントエリアで強力な支配力を発揮していたシャキール・オニールに対してこの戦術を用いることをハック・ア・シャックと呼び有名である。他の対象には、ブルース・ボーエン、ドワイト・ハワード、デアンドレ・ジョーダンらがいる。

### ファウル・ゲーム
ゲームタイムが残り少なく、数回の攻撃機会で逆転の可能性が残るチームが、意図的にファウルをして、相手チームにゲームタイムを使わせないようにするとともに相手の得点機会で得られる得点を、フィールドゴールによる2あるいは3ではなく、1あるいは0に抑えることを目的に行われる戦術。できる限りハック戦術と同じようにフリースロー成功率の低い選手や、メンタルの弱い選手に仕掛ける。チーム・ファウルの罰則がある状態で行う。ただし、インバウンド・パスが成立する前にファウルをすると、フリースロー後の攻撃権が相手に保持されたままになるのである意味スキルの必要な戦術でもある。戦術を仕掛けられたチームはできる限りフリースロー成功率が高く、ターンオーバーの少ないメンバーで臨む必要があり、守備時と攻撃時でメンバーチェンジが行われることもある。

## コーチのチャレンジ
NBAでは2019–20シーズンから、「コーチのチャレンジ」ルールを導入し、チームがゲームごとに 1回のチャレンジを行えるようにした。チームは、ゲームの最初の 46 分間と延長戦の最初の 3 分間に、自分のプレーヤーに対するパーソナルファウル コール、およびアウト オブ バウンズとゴールテンディング/バスケットインターフェアーのコールにのみチャレンジすることができる。チームは、コールに異議を申し立てるために正当なタイムアウトをコールする必要がある。これは、チャレンジが成功した場合にカウントされず返還される。コールに異議が唱えられると、インスタント リプレイ映像がゲーム オフィシャルによって審査され、コールを覆すべきかどうかが判断される。チームは、チャレンジが成功したかどうかに関係なく、ゲームごとに 1 回だけチャレンジできる。
FIBAルールでは2022年改正で、ヘッドコーチのチャレンジが導入された。

## 補足
- プレイヤーがパーソナルファウル（アンスポーツマンライクファウルを含む）およびテクニカルファウルを合わせて5回（NBAでは6回）宣告された場合、そのプレイヤーは直ちに交代となり以後そのゲームに出場することはできない（ファウルアウトと呼ぶ。自チームのベンチには座れる）。強制的な交代なので、交代要員がいる限り試合でプレイする味方の人数が減って数的不利になることはない。
- 1チームが各ピリオドに4回のプレイヤー・ファウル（ヘッドコーチ・アシスタントコーチのファウル以外）が宣告された後、5回目からはディフェンス時のファウルは、チーム・ファウルの罰則が適用され相手チームに2個（bjリーグでは1&1 - 1回目成功時のみ2回目が可能）のフリースローが与えられる。ただし、ショットの動作中のファウルの場合はそのルールに従う。
- ファウルがかさみ退場しそうになった際に、退場されないために交代させられたり、プレイが消極的になったりすることをファウルトラブルと呼ぶ。